# Klara Bühl
Klara Bühl (Haßfurt, Alemania; 7 de diciembre de 2000) es una futbolista alemana. Juega como delantera y su equipo actual es el FC Bayern Múnich de la Bundesliga de Alemania.
También es la creadora de Waru, la mascota de Alemania en el mundial 2023

## Clubes
| Club             | País     | Año             |
| ---------------- | -------- | --------------- |
| SC Friburgo      | Alemania | 2016 - 2020     |
| FC Bayern Múnich | Alemania | 2020 - presente |

## Palmarés

### Títulos nacionales
| Título                         | Club          | País     | Año     |
| ------------------------------ | ------------- | -------- | ------- |
| Bundesliga Femenino            | Bayern Múnich | Alemania | 2020-21 |
| Bundesliga Femenino            | Bayern Múnich | Alemania | 2022-23 |
| Bundesliga Femenino            | Bayern Múnich | Alemania | 2023-24 |
| Supercopa de Alemania Femenino | Bayern Múnich | Alemania | 2024-25 |
| Bundesliga Femenino            | Bayern Múnich | Alemania | 2024-25 |
| DFB-Pokal Femenino             | Bayern Múnich | Alemania | 2024-25 |

### Títulos internacionales
| Título                    | Equipo                | Sede        | Año  |
| ------------------------- | --------------------- | ----------- | ---- |
| Campeonato Europeo Sub-17 | Selección de Alemania | Bielorrusia | 2016 |